# Phyllachora tengchongensis
Phyllachora tengchongensis är en svampart som beskrevs av Na Liu & L. Guo 2007. Phyllachora tengchongensis ingår i släktet Phyllachora och familjen Phyllachoraceae.   Inga underarter finns listade i Catalogue of Life.